# 天門二
天門二（室女座69，69 Virginis）是室女座的一颗恒星，距离地球约259光年。它可以用肉眼看见，是微弱的橙色恒星，视星等 4.76，但它疑似是变星，视星等从4.75到4.79之间变化。天门二以 -13 km/s 的日心径向速度向地球靠近。由于宇宙尘埃，天门二发出的光受到偏振。
天门二是演化了的K型巨星，恒星分类为K0 III-IIIb CN1.5 CH0.5，显示其恒星光谱中有过多的CN和CH分子。它是一个紅群聚巨星，表明它在水平分支的核心通过氦聚变产生能量。天门二的年龄约2.88亿年，质量是太阳的3.5倍，半径是太阳的15倍。它从扩大的光球辐射出的光是太阳的87倍，有效温度 4,909 K。